# Francisco Fernández de la Cueva y de la Cerda
Francisco Nicolás VI Fernández de la Cueva y de la Cerda (Madrid, 28 de septiembre de 1692-Hortaleza, 23 de junio de 1757) fue un aristócrata español titulado XI duque de Alburquerque, que sirvió en la Real Casa.

## Biografía
Nació en Madrid, en las casas que la marquesa de Cadreita, su abuela, tenía frente al Real Monasterio de la Encarnación, el día 28 de septiembre de 1692, siendo hijo primogénito de Francisco Fernández de la Cueva y de la Cueva, X duque de Alburquerque, entre otros títulos, y de Juana de la Cerda Aragón y Moncada, hija de Juan Francisco de la Cerda y Enríquez de Ribera y Portocarrero, VIII duque de Medinaceli; el 5 de octubre del mismo año fue bautizado en la parroquia de San Martín.
En 1702, cuando contaba diez años se trasladó a Nueva España, donde su padre ocupó el cargo de Virrey, permaneciendo allí por tiempo de ocho años. Tras la muerte de su padre, ocurrida en 1724, le sucedió en sus títulos y dignidades, siendo XI duque de Alburquerque (grande de España), VIII marqués de Cuéllar, V marqués de Cadreita, VII conde de la Torre y XI conde de Ledesma y de Huelma, XI señor de Mombeltrán, Pedro Bernardo, La Codosera, Lanzahíta, Mijares, Aldeadávila de la Ribera, Villarejo del Valle, Las Cuevas, San Esteban y Santa Cruz del Valle; de las villas de Cadreita y Guillena, y del mayorazgo de la familia Castilla en Madrid.
Después de servir como capitán general de la Mar Océano, ingresó en el Palacio Real de Madrid sirviendo desde 1742 como Caballerizo mayor de Fernando de Borbón, por entonces príncipe de Asturias, y en 1746, cuando ascendió al trono con el nombre de Fernando VI de España, revalidó el nombramiento de caballerizo, y además le concedió el grado de caballero-collar de la Orden del Toisón de Oro, que le fue impuesto por el propio monarca el mismo día que este juró el trono.
Por motivos de salud, renunció al cargo palatino tres años después, en 1749, aunque el rey, en agradecimiento a su servicio, le concedió los honores, tres y mitad de sueldo del cargo que había ocupado, así como el derecho a acceder a su Real Cámara. Falleció ocho años más tarde, el 23 de junio, mientras se hallaba de recreo en Hortaleza. Su cuerpo fue sepultado en el convento de la Victoria de Madrid, en la capilla de la Virgen de la Soledad, que la familia utilizaba como pudridero, siendo trasladado posteriormente al monasterio de San Francisco de Cuéllar (Segovia), donde el célebre Beltrán de la Cueva, primer duque de Alburquerque, erigió el panteón familiar.

## Matrimonio y descendencia
Contrajo matrimonio en 1734 con Agustina Ramona de Silva y Hurtado de Mendoza, hija de Juan de Dios Silva y Mendoza, X duque del Infantado, y de su mujer María Teresa Gutiérrez de los Ríos, siendo padres de:
- Francisco de Asís Fernández de la Cueva y Silva, X marqués de Cuéllar, que falleció siendo niño.
- Joaquín Andrés Fernández de la Cueva y Silva, que falleció siendo niño.
- Joaquina Ana Fernández de la Cueva y Silva, que falleció siendo niña.
- María de la Soledad Fernández de la Cueva y Silva, VI marquesa de Cadreita, que casó con José Joaquín de Silva-Bazán, IX marqués de Santa Cruz.